# 3-тя дивізія протиповітряної оборони (РФ)
3-тя дивізія ППО — з'єднання сил ППО в складі 45-ї армії ВПС і ППО Північного флоту Росії.

## Структура
До складу дивізії входять:
- 33-й радіотехнічний полк (в/ч 23662[6]), аеродром Рогачово, острів Нова Земля; ЗРК C-400, Панцирь-С1 та Тор-М2ДТ.
- 414-й зенітний ракетний полк (рос. гвардейский Брестский Краснознамённый), селище Тіксі-3, С-300ПС.[7]